# عبد الرزاق خلف
عبد الرزاق خلف (9 مايو 1949 - 28 نوفمبر 2019)، ممثل كويتي. بدايته في مسلسل الأقدار عام 1977.

## أعماله

### من المسلسلات
- لعبة الكبار
- عتيج الصوف.
- فريج صويلح.
- البيت المسكون.
- مسك وعنبر.
- الملقوفة.
- سليمان الطيب.
- الإبريق المكسور.
- عتاوية الفريج.
- بيت الوالد.
- حامي الديار.
- مدينة الرياح.
- القرار الأخير.
- حكايات من التراث الشعبي.

### المسرحيات
- عالمكشوف.
- الخيران رايح جاي.
- ورثة المرحوم.
- صرخة الرعب.
- الكابوس.
- ينانوة الفريج.
- قصر الرعب.
- نهاية مخروش.
- قطعة 13.
- السندباد البحري.
- أشباح أم علي.
- حامي الديار.
- عبيد في التجنيد.
- بيت المرحوم
- الكابوس
- اشباح ام علي بين الخيانة والحب
- عاشقة الجن
- لعنة الجن هاجر
- زومبي

### البرامج
- قرقيعان.
- سينمائيات.
- من عندة الغطاية 2.

## روابط خارجية
- عبد الرزاق خلف على موقع قاعدة بيانات الأفلام العربية